# Грушка, Каролина
Кароли́на Гру́шка (пол. Karolina Gruszka; род. 13 июля 1980, Варшава, Польша) — польская актриса.

## Биография
Каролина Грушка с 9 лет принимала участие в телевизионной передаче «Дискотека пана Яцека». Впервые появилась в кино в фильме «Шопен во дворце» (1989) Кшиштофа Занусси, где сыграла девочку, переворачивающую ноты великому композитору. В возрасте 13 лет сыграла первую большую роль в кино, снявшись в сериале режиссёра Изабеллы Цивинской «Божья подкладка». В 2003 году окончила варшавскую Театральную академию им. А. Зельверовича. В 2003—2008 годах работала в Национальном театре в Варшаве, играла в пьесах Шекспира, Мольера и Чехова, в инсценировке «Бесов» Достоевского.
В 18-летнем возрасте снялась в российском фильме «Русский бунт», снятом по «Капитанской дочке» А. С. Пушкина. Режиссёр Александр Прошкин искал на роль Маши Мироновой юную непрофессиональную актрису, «без опыта Советского Союза в глазах». Сразу же за «Русским бунтом» Каролине была предложена роль в военной драме Михаила Пташука «В августе 44-го». Каролина сыграла любимую девушку немецкого диверсанта Юлию. С тех пор Каролина Грушка активно снимается в российском кино, по мнению обозревателя газеты «Известия», «воплощая абсолютную женственность на российском экране» вслед за польскими актрисами Беатой Тышкевич, Барбарой Брыльской, Эвой Шикульской и Гражиной Шаполовской.
В 2005 году вышел фильм «Любовники из Мароны» режиссёра Изабеллы Цивинской, в котором Каролина сыграла главную роль, отмеченную премией на Польском национальном кинофестивале в Гдыне и номинацией на премию Польской киноакадемии «Орлы».
В 2006 году актриса впервые снялась на Западе в фильме режиссёра Дэвида Линча «Внутренняя империя», где она исполнила роль потерянной девочки (Lost Girl).
В 2010 году Каролина Грушка была номинирована на приз Чешской киноакадемии «Чешский лев» за роль в фильме режиссёра Томаса Мазина «Три сезона в аду».
В 2016 году Каролина Грушка сыграла роль Марии Склодовской-Кюри в большом международном проекте «Мария Кюри» французского режиссёра Мари Ноэль
В 2014 году награждена призом им. А. Абдулова за лучшую женскую роль на фестивале «Дух огня» в Ханты-Мансийске за роль в фильме «Иван сын Амира» режиссёра Максима Панфилова.
В 2010 году Каролина Грушка была членом жюри конкурса «Перспективы» Московского международного кинофестиваля.

## Личная жизнь
Каролина Грушка — жена российского режиссёра и драматурга Ивана Вырыпаева. В августе 2012 года у них родилась дочь. Семья живёт большую часть времени в Польше. Супруги вегетарианцы.

## Фильмография
- 1996 — Девочка Никто
- 1997 — Слава и хвала — Юля
- 2000 — Русский бунт — Маша Миронова
- 2000 — Подальше от окна — Хелюся
- 2000 — В августе 44-го — Юлия
- 2001 — Канун весны — Ванда Окшиньская
- 2002 — Ведьмак — Моренн
- 2002 — Брейк-пойнт — Ася
- 2005 — Любовники из Мароны — Ола
- 2006 — Внутренняя империя — потерянная девочка / Lost Girl
- 2007 — На пути к сердцу — Эмили
- 2007—2009 — Тайна секретного шифра — Наталия Руст
- 2008 — Время чести
- 2009 — Три сезона в аду — Яна
- 2009 — Короткое замыкание (эпизод «Ощущать») — иностранка
- 2009 — Кислород — девушка Саша
- 2010 — Мистификация — Зузанна Заротыньская (Зуза)
- 2010 — Уловка
- 2012 — Танец Дели — Екатерина
- 2012 — Жыве Беларусь! — Вера, подруга Змитра
- 2013 — Иван сын Амира — Маша
- 2013 — Какие наши действия? — девушка
- 2014 — Воспитательница из детского сада — Каролина
- 2015 — Спасение — путешественница (первая собеседница сестры Анны)
- 2015 — Паук — Регина Оленева
- 2015 — Лестница Родченко
- 2016 — Мария Кюри — Мария Склодовская-Кюри[12]
- 2017 — Оптимисты — Габи Гетце - немецкая журналистка
- 2018 — Красные браслеты — Ася — мачеха Ильи

Озвучивание
- 2003 — Старинное предание

## Номинации и награды
- 2005 — премия Польского кинофестиваля[пол.] за лучшую женскую роль первого плана (за роль Оли в фильме «Любовники из Мароны»; разделена с Кристиной Яндой в фильме Parę osób, mały czas)[13]
- 2006 — премия им. Збышека Цибульского за лучшую женскую роль (за фильм «Любовники из Мароны»)[14]
- 2007 — номинация Польской кинонаграды (премии «Орлы») в категории «лучшая главная женская роль» (за фильм «Любовники из Мароны»)[15]
- 2009 — номинация премии «Чешский лев» в категории «лучшее женское исполнение в главной роли» (за роль Яны в фильме «Три сезона в аду»)[16]
- 2010 — Гран-при 45-го международного театрального фестиваля «Контрапункт»[пол.] за спектакль «Июль» (режиссёр Иван Вырыпаев, в главной роли Каролина Грушка)[17]
- 2014 — приз им. А. Абдулова за лучшую женскую роль на фестивале «Дух огня» в Ханты-Мансийске (за роль в фильме «Иван сын Амира»)[8]
- 2015 — номинация премии «Орлы» в категории «лучшая женская роль второго плана» (за роль пани Каролины в фильме «Воспитательница из детского сада»)[18]
- 2016 — Почётный диплом 51-го международного театрального фестиваля «Контрапункт» Каролине Грушке, Юлии Вышинской, Мачею Бухвальду и Добромиру Дымецкому за исполнение ролей в спектакле «Невыносимо долгие объятия» (режиссёр Иван Вырыпаев)[19]